# Google フォーム
Google フォームは、Googleが提供する無料のウェブベースのGoogle ドキュメントスイートの一部として含まれているアンケート作成・管理ソフトウェアである。 このサービスには、Google ドキュメント、Google スプレッドシート、Google スライド、Google 図形描画、Google Sites、Google Keepも含まれる。 Google フォームは、Webアプリケーションとしてのみ利用でき、ユーザは他のユーザーとリアルタイムで共同作業しながら、オンラインでアンケートを作成および編集ができる。収集した情報は、Google スプレッドシートに自動的に入力される。

## 特徴
Google フォームのサービスは、これまでに何度か更新されてきた。機能としては、メニュー検索、質問をシャッフルして順番をランダムにする、回答を1人1回に制限する、URLを短くする、カスタムテーマを設定する、フォーム作成時に回答候補を自動的に生成する、コンピュータやGoogleドライブからコンテンツやファイルを共有する必要がある質問に回答するユーザーのために「ファイルをアップロード」オプションを用意するなどがある。
2014年10月、Googleはサードパーティの開発者がアンケートに新機能を追加できる「Google Forms」のアドオンを発表し、2017年7月、GoogleはFormsをアップデートしていくつかの新機能を追加した。“Intelligent response validation"は、フォームフィールドに入力されたテキストを検出して、何が書かれているかを識別し、誤って入力されている場合には、ユーザーに修正を求めることができる。Google Driveのファイル共有設定に応じて、ユーザは表の中の複数選択肢の回答以外の個人にファイルのアップロードを要求することができる。設定」では、メールアドレスを常に収集するなど、すべての新しいフォームに影響する変更を行うことができる。
Googleフォームには、Google ドキュメント、Google スプレッドシート、Google スライド、Google 図形描画、Google サイト、に搭載されているコラボレーション機能や共有機能がすべて備わっている。